# Lista odcinków serialu Dominion
Poniżej znajduje się lista odcinków serialu telewizyjnego pod tytułem  Dominion emitowanego w amerykańskiej telewizji Syfy od 19 czerwca 2014 roku 1 października 2015 roku. Łącznie powstały 2 serie, które składają się z 21 odcinków. W Polsce nie był emitowany.
| Sezon | Sezon | Odcinki | Oryginalna emisja | Oryginalna emisja   | Oryginalna emisja | Oryginalna emisja | Oryginalna emisja |
| Sezon | Sezon | Odcinki | Premiera sezonu   | Finał sezonu        | Premiera sezonu   | Finał sezonu      |                   |
| ----- | ----- | ------- | ----------------- | ------------------- | ----------------- | ----------------- | ----------------- |
|       | 1     | 8       | 19 czerwca 2014   | 7 sierpnia 2014     | brak danych       | brak danych       |                   |
|       | 2     | 13      | 9 lipca 2015      | 1 października 2015 | brak danychi      | brak danych       |                   |

## Sezon 1 (2014)
| Nr | # | Tytuł                       | Reżyseria     | Scenariusz                               | Premiera SyFy   | Premiera |
| -- | - | --------------------------- | ------------- | ---------------------------------------- | --------------- | -------- |
| 1  | 1 | Pilot                       | Scott Stewart | Vaun Wilmott                             | 19 czerwca 2014 |          |
| 2  | 2 | Godspeed                    | Rick Jacobson | Vaun Wilmott                             | 26 czerwca 2014 |          |
| 3  | 3 | Broken Places               | Rick Jacobson | Dario Scardapane Damien Ober             | 3 lipca 2014    |          |
| 4  | 4 | The Flood                   | Alex Holmes   | Brusta Brown John Mitchell Todd          | 10 lipca 2014   |          |
| 5  | 5 | Something Borrowed          | Alex Holmes   | Rebecca Kirsch                           | 17 lipca 2014   |          |
| 6  | 6 | Black Eyes Blue             | Larry Shaw    | Todd Harthan                             | 24 lipca 2014   |          |
| 7  | 7 | Ouroboros                   | Larry Shaw    | Bryan Q. Miller                          | 31 lipca 2014   |          |
| 8  | 8 | Beware Those Closest To You | Allan Kroeker | Todd Slavkin Darren Swimmer Vaun Wilmott | 7 sierpnia 2014 |          |

## Sezon 2 (2015)
| Nr | #  | Tytuł                 | Reżyseria         | Scenariusz                  | Premiera SyFy       | Premiera |
| -- | -- | --------------------- | ----------------- | --------------------------- | ------------------- | -------- |
| 9  | 1  | Heirs of Salvation    | Deran Sarafian    | Vaun Wilmott                | 9 lipca 2015        |          |
| 10 | 2  | Mouth of the Damned   | Deran Sarafian    | Todd Harthan                | 16 lipca 2015       |          |
| 11 | 3  | The Narrow Gate       | Oz Scott          | Rebecca Kirsch              | 23 lipca 2015       |          |
| 12 | 4  | A Bitter Truth        | Oz Scott          | Alyssa Clark, Sean Crouch   | 30 lipca 2015       |          |
| 13 | 5  | Son of the Fallen     | Robert Mandel     | Marc Halsey                 | 6 sierpnia 2015     |          |
| 14 | 6  | Reap the Whirlwind    | Robert Mandel     | Rebecca Kirsch              | 13 sierpnia 2015    |          |
| 15 | 7  | Lay Thee Before Kings | Jeff Renfroe      | Vaun Wilmott                | 20 sierpnia 2015    |          |
| 16 | 8  | The Longest Mile Home | Jeff Renfroe      | Harley Peyton, Jerry Shandy | 27 sierpnia 2015    |          |
| 17 | 9  | The Seed of Evil      | Millicent Shelton | Alyssa Clark, Sean Crouch   | 3 września 2015     |          |
| 18 | 10 | House of Sacrifice    | Millicent Shelton | Marc Halsey                 | 10 września 2015    |          |
| 19 | 11 | Bewilderment of Heart | Gregg Simon       | Katie Gruel, Rebecca Kirsch | 17 września 2015    |          |
| 20 | 12 | Day of Wrath          | Deran Sarafian    | Tom Harthan                 | 24 września 2015    |          |
| 21 | 13 | Sine Deo Nihil        | Deran Sarafian    | Vaun Wilmott                | 1 października 2015 |          |